# Fentonia parabolica
Fentonia parabolica är en fjärilsart som beskrevs av Matsumura 1925. Fentonia parabolica ingår i släktet Fentonia och familjen tandspinnare. Inga underarter finns listade i Catalogue of Life.